# Estátua de Chico Prego

Estátua de Chico Prego é uma estátua inaugurada no ano de 2006, confeccionada pelo artista Genésio Jacob Kuster, localizada no município de Serra, no interior do estado do Espírito Santo. Foi feita em homenagem à Chico Prego, importante líder da Revolta de Queimado.

## História
A estátua de Chico Prego, foi realizada pelo artista Genésio Jacob Kuster, conhecido popularmente como 'Tute', inaugurou em 2006 uma estátua com cerca de três metros de altura com a imagem de Chico Prego, importante líder da Insurreição do Queimado, realizado com recursos econômicos oriundos de leis de incentivo cultural do município. A insurreição é um capítulo importante para a história da luta contra a Escravidão no Brasil, com um levante de escravos potente no distrito de Queimado, na Serra, que tomou proporções tão grandes que precisaram de tropas vindas do Rio de Janeiro para conseguir conter o levante.
No contexto da Pandemia de COVID-19 no Brasil, a estátua recebeu uma máscara como parte de incentivo na campanha de prevenção à SARS-CoV-2. A ideia foi do servidor público Cézar Moraes, para ajudar na conscientização da população sobre a importância do uso de máscara no combate a transmissibilidade da COVID-19. Na ocasião, o prefeito da cidade Audifax Barcelos (REDE), elogiou a iniciativa e acrescentou que “estamos reforçando a importância do uso de máscaras sempre que houver necessidade de sair de casa”.

### Restauro
No ano de 2021, a estátua passou por um processo de restauração. Com recursos advindos do Governo Federal, via Lei Aldir Blanc, a estátua passou por uma série de retoques sob tutela de Tute, autor da obra. Além de alguns retoques devido ao desgaste do tempo, com os quatorze mil reais empregados da lei na estátua, o monumento passou a contar com uma pedra nativa para sua fixação.